# Synagoga w Owancie
Synagoga w Owancie (lit. Alanta sinagoga) – żydowska bóżnica istniejąca w Owancie na Litwie.
Bóżnica jest jednopiętrowym drewnianym budynkiem zbudowanym najprawdopodobniej w II połowie XIX wieku. Synagoga zbudowana została na planie prostokąta, a jej budynek od strony zachodniej posiada dwie kondygnacje. Sala modlitw na planie zbliżonym do kwadratu znajdowała się po stronie wschodniej i oświetlana była 10 oknami. Główne wejście do budynku znajduje się w ścianie zachodniej, a wejście dla kobiet w ścianie południowej. W południowo-zachodnim narożniku znajduje się klatka schodowa prowadząca do części dla kobiet na pierwszym piętrze. Nie zachowało się wyposażenie wnętrza (bima, Aron ha-kodesz).